# Zangaradougou
Zangaradougou is een gemeente (commune) in de regio Sikasso in Mali. De gemeente telt 7300 inwoners (2009).
De gemeente bestaat uit de volgende plaatsen:
- Bamadougou
- Bogotiéri
- N'Gorodougou
- Sossologo
- Zangaradougou